# If I Were a Carpenter
If I Were a Carpenter is een single die geschreven werd door de Amerikaanse componist Tim Hardin. Het nummer is door vele verschillende artiesten opgenomen, waaronder het origineel door hemzelf, hitversies van Bobby Darin en de Four Tops en andere succesvolle artiesten als de Small Faces, Joan Baez, Dolly Parton, Johnny Cash en Waylon Jennings. De versie van Bobby Darin bereikte in 1966 de #8-positie in de Verenigde Staten en de #9-positie in het Verenigd Koninkrijk.
Naast de succesvolle versie van Bobby Darin, hadden ook de Four Tops, een Amerikaanse groep die destijds onder contract bij de platenmaatschappij Motown stond, er een grote hit mee. Zij brachten het nummer uit als opvolger van "Walk Away Renée", een hit voor de groep aan het begin van het jaar. Net als diens voorganger is "If I Were a Carpenter" een cover. De Four Tops brachten deze twee nummers uit, omdat hun vaste schrijversteam, Holland-Dozier-Holland, Motown had verlaten en de groep geen eigen nieuwe singles uit te brengen had. Net als "Walk Away Renée" is "If I Were a Carpenter afkomstig van het album "Reach Out". Ook de B-kant van de single, "Wonderful Baby", is afkomstig van dit album. Dit nummer werd geschreven door Smokey Robinson, een zanger die zelf ook deel uitmaakte van een andere groep die onder contract stond bij Motown, The Miracles. "If I Were a Carpenter" was voor de Four Tops het meest succesvol in Nederland. Daar bereikte het nummer de #4-positie in de top 40. In het thuisland van de groep, de Verenigde Staten, haalde het nummer de #17-positie op de R&B-lijst en de #20-positie op de poplijst.
De Zweeds-Nederlandse zanger Cornelis Vreeswijk maakte een Zweedse versie: Om jag vore arbetslös ('Als ik werkloos was').

## Bezetting Four Tops
- Lead: Levi Stubbs
- Achtergrond: Renaldo "Obie" Benson, Abdul "Duke" Fakir en Lawrence Payton
- Instrumentatie: The Funk Brothers
- Schrijver: Tim Hardin
- Producers: Brian Holland en Lamont Dozier

## NPO Radio 2 Top 2000
| Nummer met noteringen in de NPO Radio 2 Top 2000 | '99  | '00  | '01  | '02  | '03  | '04  | '05  | '06  | '07  | '08  | '09 | '10  |
| ------------------------------------------------ | ---- | ---- | ---- | ---- | ---- | ---- | ---- | ---- | ---- | ---- | --- | ---- |
| If I Were a Carpenter                            | 1478 | 1672 | 1369 | 1731 | 1782 | 1676 | 1549 | 1931 | 1849 | 1722 | -   | 1996 |

1. ↑  Een '-' betekent dat het nummer niet was genoteerd en een vetgedrukt getal geeft de hoogste notering aan.
2. ↑  Deze tabel is bijgewerkt tot en met de laatste editie (2024).